# Fiatpengar

De tidigaste kända fiatpengarna kommer från Yuandynastin (1271–1368), här en sedel och en tryckplåt.

Fiatpengar är ett allmänt accepterat betalningsmedel i kommersiella sammanhang som har ett begränsat inneboende värde eller begränsad koppling till ett underliggande värde. Fiatpengars värde grundar sig på att de är allmänt accepterade som betalningsmedel och att utgivaren utnyttjar sin makt till att på något sätt garantera deras värde över tid. Utgivare är i praktiken alltid en stat. De är det dominerande betalningsmedlet i alla länder.
Fiatpengar saknar myntfot eller sägs ha pappersmyntfot och har endast begränsad täckning av till exempel en guldreserv. Istället grundas deras värde i en stats beskattningsrätt och lagstiftningsmonopol.
Ordet fiat kommer från latin och är en konjunktivform av verbet "göra". Betydelsen är ungefär "låt det bli gjort". De flesta valutor i världen idag är fiatpengar, till exempel amerikanska dollar, euro och svenska kronor.